# Окольная улица (Казань)
Окольная улица (тат. Әйләнеч урам, Äyläneç uram) — улица в Кировском и Московском районах Казани, в историческом районе Пороховая слобода.  

## География
Представляет собой три не связанных друг с другом отрезка; начинаясь от Самарской улицы, пересекается с улицами Светлая, Луговая, Малая Мухаметшина, Большая Мухаметшина, Сабан и Бакалейная; заканчивается внутри квартала № 47.

## История
Улица возникла не позднее первого десятилетия XX века и в первые годы своего существования имела параллельные названия: Кладбищенская и Односторонка.
Переименована в Окольную улицу протоколом комиссии Казгорсовета по наименованию улиц б/н от 2 ноября 1927 года, утверждённому 15 декабря того же года.
К концу 1930-х годов улица имела более 100 домовладений: №№ 1, 3, б/№ и 45 по нечётной стороне и №№ 2–42/92, 52–56, 62–76, 82–88, 94–112 по чётной.
В результате застройки местности во второй половине XX века улица оказалась разделённой на три не связанных друг с другом участка. Значительная часть домов имела ведомственную принадлежность: дома порохового завода находились на южном участке улицы, а дома фабрики киноплёнки («Тасма») на северном участке, в квартале № 47.
После вхождения Пороховой слободы в состав Казани улица вошла в состав слободы Восстания, административно относившейся к 6-й городской части. После введения в городе деления на административные районы входила в состав Заречного (с 1931 года Пролетарского, до 1935), Кировского и Ленинского (1935–1973), Кировского и Московского (с 1973) районов.

## Транспорт
Общественный транспорт по улице не ходит. Ближайшие остановки общественного транспорта — «Горьковское шоссе» (автобус, троллейбус), «Кулахметова» (автобус).

## Объекты
- № 1, 3 — жилые дома порохового завода.[20]
- № 9 — школа № 137.[21]
- № 10 — детское отделение Республиканской детской клинической больницы.[22]
- № 11 — дом культуры ПО «Тасма» (снесён).[23]
- № 23 (ранее  № 45/20) — «Горелая школа». Первоначально в этом здании располагалась школа № 1 Кировского района. В начале немецко-советской войны в её здании располагался эвакуационный госпиталь № 3393, который сгорел в 1942 году. Вскоре после пожара передано заводу № 22 под общежитие для рабочих, с 1950-х годов в здании вновь разместилась школа № 137, в которой также произошёл пожар, из-за чего она и получила своё прозвище. После этого здание занимал Казанский филиал Волгоградского института физической культуры и СПК «Заречье»; снесено в 2008 году.[10][24][25][26]
- № 23 (ранее № 25) — центр дополнительного образования детей «Заречье».[27]
- №№ 17а, 17б, 17в, 94б, 94а — жилые дома ПО «Тасма».[28]
  - № 94 — в этом доме находилась библиотека ПО «Тасма».[24]
  - № 94а — в этом здании находилось технико-экономическое бюро Министерства бытового обслуживания ТАССР.[24]
- № 25 (ранее № 25а) — школа-интернат № 7.[29]